# Anarchie des 12 seigneurs de guerre

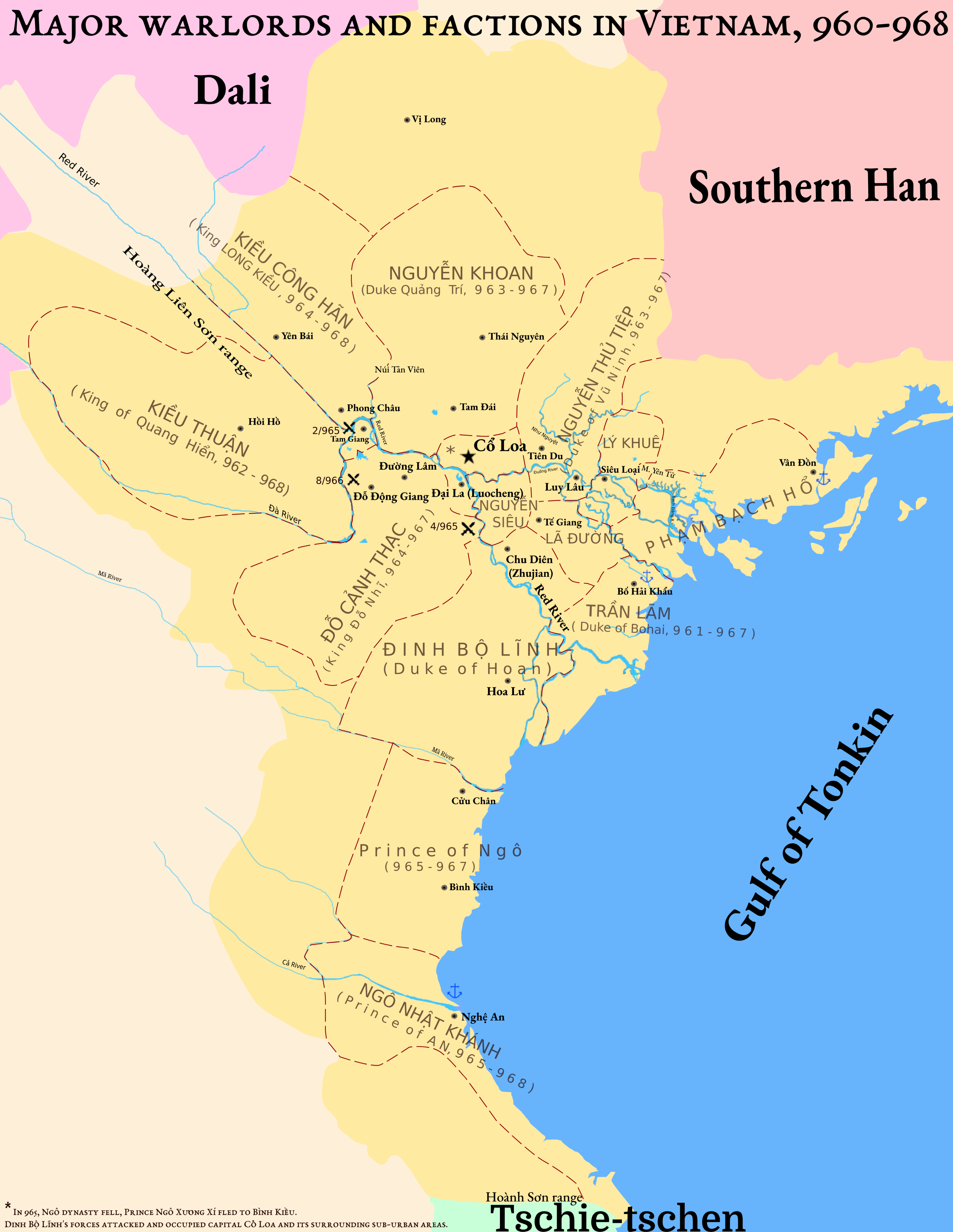
La carte montre la zone de guerre divisée par chaque seigneur de guerre en cas de guerre civile.

L'anarchie des 12 seigneurs de guerre (vietnamien : Loạn 12 sứ quân ; chữ Nôm : 亂𨑮𠄩使君 ; sino-vietnamien : Thập nhị sứ quân chi loạn ; chữ Hán : 十二使君之亂), également connu sous le nom de période des 12 Seigneurs de guerre, est une période de chaos et de guerre civile dans l'histoire du Viêt Nam de 965 à 968 provoquée par la succession de la dynastie Ngô après la mort du roi Ngô Quyền. Cette période s'appelle aussi parfois simplement les Douze Seigneurs de Guerre (vietnamien : Mười hai sứ quân, 𨑮𠄩使君). Il est avéré que quatre des seigneurs de guerre ont une lignée directe de ce qui est aujourd'hui la Chine. Cette période se termine en 968 avec la guerre d'unification du Viêt Nam menée par Đinh Bộ Lĩnh, qui fonde plus tard la dynastie Đinh.

## Contexte
En 939, Ngô Quyền devient roi du Tĩnh Hải quân (en) (comme on appelait alors le Viêt Nam) après avoir vaincu les Han du Sud et déclaré son indépendance après des siècles de domination chinoise. Après la mort de Ngô Quyền en 944, son beau-frère Dương Tam Kha (en), qui doit servir de régent au fils du roi, le prince héritier Ngô Xương Ngập (en), usurpe le trône et se proclame roi sous le titre de Dương Bình Vương, régnant de 944 à 950. En conséquence, le prince héritier Ngô Xương Ngập s'enfuit et se cache dans la campagne. Le frère cadet du prince, le prince Ngô Xương Văn (en) devient le fils adoptif de Dương Tam Kha.

## Division du Viêt Nam

Carte de la division des douze seigneurs de guerre avant l'unification.

En raison de l'adhésion illégitime de Dương Tam Kha, de nombreux chefs de guerre locaux se rebellent en prenant le pouvoir sur leurs gouvernements locaux et en créant des conflits avec la cour de Dương. Le roi Dương Tam Kha envoie une armée dirigée par le prince Ngô Xương Văn pour réprimer la rébellion. Cependant, avec l'armée à sa disposition, le prince organise un coup d'État en 950. Plutôt que d'administrer un châtiment sévère, Ngô Xương Văn pardonne à Dương Tam Kha et le rétrograde au titre de "Seigneur". Ngô Xương Văn est alors couronné roi sous le titre "Nam Tấn Vương", et envoie des envoyés à la recherche de son frère aîné réfugié, Ngô Xương Ngập. En 951, Ngô Xương Ngập retourne à Cổ Loa et est couronné roi sous le titre de "Thiên Sách Vương", et devient avec son frère co-dirigeant du Tĩnh Hải Quân. Cependant, la co-gouvernance est de courte durée, puisque le frère aîné du roi Ngô Xương Ngập meurt de maladie en 954.
Malgré le retour des héritiers légitimes au trône, les rébellions continuent d'affliger le pays. En 965, dans une tentative de réprimer une rébellion, le roi Ngô Xương Văn est tué à Bố Hải Khẩu (actuelle province de Thái Bình) par son général subordonné, Lã Xử Bình. Lã Xử Bình prend alors le contrôle de la capitale royale à Cổ Loa. Le prince Ngô Xưong Xí, fils du roi Ngô Xương Văn, hérite du trône, mais il ne peut maintenir l'autorité de son père. Il se retire dans la région de Bình Kiều et y établit sa base de pouvoir. Lorsque la dynastie Ngô s'effondre sous la rébellion de Lã Xử Bình, Tĩnh Hải Quân devient un vide de pouvoir et se divise en 12 domaines, chacun administré par un puissant seigneur de guerre convergeant en trois factions principales pendant le conflit : les royalistes de la dynastie Ngô sous Ngô Xương Xí (en), la junte militaire sous Lã Xử Bình à Cổ Loa et le gouverneur régional sous Trần Lãm (en).
D’autres seigneurs de guerre mineurs se joignent finalement à eux et forment des alliances entre les trois principales factions du conflit.

## Guerre d'unification de Đinh Bộ Lĩnh
Đinh Bộ Lĩnh, fils adoptif du seigneur Trần Lãm qui dirige la région de Bố Hải Khẩu (actuelle province de Thái Bình), succède à Lãm après sa mort. En 968, Đinh Bộ Lĩnh vainc les onze autres grands seigneurs de guerre et réunifie la nation sous son règne. La même année, Đinh Bộ Lĩnh monte sur le trône, se proclamant empereur avec le titre de Đinh Tiên Hoàng, établissant la dynastie Đinh, et il renomme la nation Đại Cồ Việt ("Grand Viet"). Il déplace la capitale à Hoa Lư.

## Liste de 12 seigneurs de guerre
- Ngô Xương Xí (en) détient Bình Kiều, actuel Khoái Châu, (Triệu Sơn - Thanh Hóa) province de Thanh Hóa.
- Đỗ Cảnh Thạc (en) se présente comme le duc Đỗ Cảnh (Đỗ Cảnh Công), détient Đỗ Động Giang, actuel Thanh Oai, Hanoï (chinois).
- Trần Lãm (en) se présente comme le duc Trần Minh, détient Bố Hải Khấu, Kỳ Bố, province de Thái Bình.
- Kiều Công Hãn (en) se présente sous le nom de Kiều Tam Chế, détient Phong Châu – Bạch Hạc, province de Phú Thọ (chinois).
- Nguyễn Khoan (en) se présente sous le nom de Nguyễn Thái Bình, détient Tam Đái - Vĩnh Tường, province de Vĩnh Phúc.
- Ngô Nhật Khánh (en) se présente comme le duc Ngô Lãm (Ngô Lãm Công), détient Đường Lâm, Sơn Tây, Hanoï.
- Lý Khuê (en) se présente sous le nom de Lý Lãng Công, détient Siêu Loại - Thuận Thành, province de Bắc Ninh.
- Nguyễn Thủ Tiệp (en) se fait appeler Nguyễn Lệnh Công, détient Tiên Du, province de Bắc Ninh (chinois).
- Lã Đường (en) se présente comme le duc Lã Tá, détient Tế Giang - Văn Giang, province de Hưng Yên.
- Nguyễn Siêu (en) se présente comme Nguyễn Hữu Công, détient Tây Phù Liệt - Thanh Trì, Hanoï (chinois).
- Kiều Thuận (en) se présente sous le nom de Kiều Lệnh Công, détient Hồi Hồ - Cẩm Khê, province de Phú Thọ.
- Phạm Bạch Hổ (en) se fait appeler Phạm Phòng Át, détient Đằng Châu, province de Hưng Yên.

Parmi ceux-ci, Ngô Xương Xí et Ngô Nhật Khánh sont des nobles de la dynastie Ngô, Phạm Bạch Hổ, Đỗ Cảnh Thạc, Kiều Công Hãn sont des fonctionnaires de la dynastie Ngô. Les autres sont considérés comme des propriétaires locaux ou des nobles des nations du Nord, qui sont les anciennes nations détenant ce qui est aujourd'hui la Chine. Il est vérifié que quatre des seigneurs retracent leur lignée à partir de ce qui est aujourd'hui la Chine.
Des découvertes récentes suggèrent qu'il y a un 13e chef de guerre qui ne figure pas dans la liste : Dương Huy, qui dirige une région au sud-est de Cổ Loa.

## Đinh Bộ Lĩnh
Đinh Bộ Lĩnh occupe certains postes à Hoan Châu (actuels Nghệ An et Hà Tĩnh), mais perd ses fonctions et retourne à Hoa Lư en 950. Ici, il devient fils adoptif et général subordonné de Trần Lãm. Considérant Đinh Bộ Lĩnh comme un leader raisonnable capable de gérer les circonstances, Trần Lãm se retire et lui donne tous les pouvoirs. Đinh Bộ Lĩnh conduit l'armée à occuper Hoa Lư, qui devient par la suite la capitale nationale sous son règne.
Đinh Bộ Lĩnh est respecté sous le nom de Vạn Thắng Vương (萬勝王, Wànshèng Wáng, "lieutenant le roi des dix mille victoires") en raison de ses victoires continues. En 968, l'ère prend fin et est remplacée par l'ère de la dynastie Đinh.

## Victoires sur les seigneurs de guerre
Đinh Bộ Lĩnh commence par vaincre Lã Xử Bình à Cổ Loa.
La bataille avec Đỗ Cảnh Thạc à Đỗ Động Giang dure plus d'un an, jusqu'à ce que Đinh Bộ Lĩnh s'empare de la forteresse et que Đỗ Cảnh Thạc soit tué.
À Tây Phù Liệt, Nguyễn Siêu perd quatre de ses généraux lors de la première bataille avec Đinh Bộ Lĩnh. Lors de la deuxième bataille, il divise son armée en deux pour chercher du renfort. Cependant, leurs navires font naufrage, après quoi Đinh Bộ Lĩnh ordonne à ses soldats de mettre le feu aux camps de l'armée restants. Nguyễn Siêu meurt.
Au début de 968, après avoir vaincu et tué Nguyễn Thủ Tiệp, Kiểu Công Hãn, Nguyễn Khoan, Kiều Thuận, Lý Khuê, Lã Đường, la guerre prend fin et Đinh Bộ Lĩnh réussit à unifier les régions divisées,.
Il convainc également Phạm Bạch Hồ, Ngô Xương Xí et Ngô Nhật Khánh de se rendre et de rejoindre son armée.